# Antiquobrissus
Antiquobrissus is een geslacht van uitgestorven zee-egels uit de familie Prenasteridae.

## Soorten
- Antiquobrissus suemegensis Szorenyi, 1955 † Laat-Krijt, Bakonygebergte, Hongarije.